# Põdragu järv
Põdragu järv (järv = See) ist ein See in der Landgemeinde Saaremaa im Kreis Saare, auf der größten estnischen Insel Saaremaa. 670 Meter vom 38,9 Hektar großen See entfernt liegt der Ort Neeme und 1,6 Kilometer entfernt die Ostsee. Mit einer maximalen Tiefe von einem Meter ist er sehr seicht.
Nordwestlich liegt der Tiigi järv.